# Trabia
Trabia er en italiensk by (og kommune) i regionen Sicilien i Italien, med omkring 10.561(2023) indbyggere.  